# Петер Томсен
Петер Томсен  (нім. Peter Thomsen, 4 квітня 1961) — німецький вершник, олімпійський чемпіон.

## Виступи на Олімпіадах
| Олімпіада    | Дисципліна           | Місце    |
| ------------ | -------------------- | -------- |
| Атланта 1996 | триборство, особисті | участь   |
| Пекін 2008   | триборство, особисті | 37       |
| Пекін 2008   | триборство, командні | 1        |
| Лондон 2012  | триборство, особисті | =30 к3/4 |
| Лондон 2012  | триборство, командні | 1        |